# Drapieżnik (film)
Drapieżnik (ang. The Flock) – amerykański thriller z 2007 roku.

## Główne role
- Richard Gere jako Erroll Babbage
- Claire Danes jako Allison Lowry
- KaDee Strickland jako Viola Frye
- Ray Wise jako Bobby Stiles
- Russell Sams jako Edmund Grooms
- Avril Lavigne jako Beatrice Bell
- Kristina Sisco jako Harriet Wells
- Matt Schulze jako Glenn Custis